# Белеха
Белеха (пол. Bielecha) — село в Польщі, у гміні Файславиці Красноставського повіту Люблінського воєводства.
Населення — 58 осіб (2011).

## Демографія
Демографічна структура станом на 31 березня 2011 року:
|          | Загалом | Допрацездатний вік | Працездатний вік | Постпрацездатний вік |
| -------- | ------- | ------------------ | ---------------- | -------------------- |
| Чоловіки | 28      | 5                  | 21               | 2                    |
| Жінки    | 30      | 5                  | 14               | 11                   |
| Разом    | 58      | 10                 | 35               | 13                   |